# Dorothy Stuart Russell

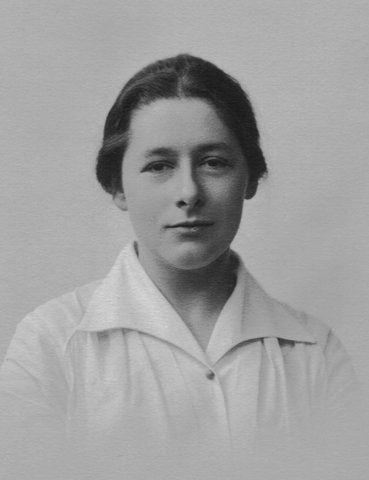
Dorothy Stuart Russell

Dorothy Stuart Russell (* 27. Juni 1895 in Sydney; † 19. Oktober 1983 in Dorking) war eine britische Pathologin und Neuropathologin.

## Leben
Geboren in Sydney, wuchs Russell in England auf und besuchte die Schule in Cambridge. 1919 begann sie das Medizinstudium am London Hospital Medical College. Nach Abschluss des Studiums wurde sie Assistenzärztin am London Hospital unter dem Pathologen Hubert Maitland Turnbull, wo sie sich der systematischen Untersuchung von Nierenerkrankungen widmete und den Doktorgrad erlangte.
Ihr Interesse für die Neuropathologie wurde während zweier Forschungsaufenthalte in Boston (bei dem Pathologen Frank Burr Mallory) und Montreal (bei dem Neurochirurgen Wilder Penfield) geweckt. Im Jahre 1930 kehrte sie an das London Hospital zurück, wo sie die Neuropathologie etablierte. Nach einer Zeit in Oxford, wo sie 1940 Nachfolgerin von Pío del Río Hortega am Radcliffe Infirmary wurde, kehrte sie 1944 nach London zurück und übernahm 1946 die Leitung des Bernard Baron Institute of Pathology. Damit war es Russell als erste Frau überhaupt gelungen, eine Leitungsposition in der Pathologie zu erreichen.
Ein wissenschaftlicher Schwerpunkt von Russell war die Erforschung von Hirntumoren. So grenzte sie unter anderem die primären Lymphome des Gehirns von der Gruppe der malignen Gliome ab und erforschte die Ausbreitung (Metastasierung) von Tumorzellen entlang der Flüssigkeitsräume des Gehirns. Ihr zusammen mit Lucien J. Rubinstein (1924–1990) verfasstes Lehrbuch Pathology of tumors of the nervous system ist ein Standardwerk der Neuropathologie geblieben.

## Würdigungen
Neben zahlreichen Forschungspreisen wurden Russell Ehrendoktorwürden der University of Glasgow und der McGill University zugesprochen.

## Publikationen (Auswahl)
- Russell & Rubinstein: Pathology of tumors of the nervous system 1959; Arnold, London. Aktuelle 7. Auflage: Russell and Rubinstein's Pathology of Tumors of the Nervous System herausgegeben von McLendon, Rosenblum & Bigner 2006; Hodder Arnold, London ISBN 0-340-81007-6

- Russell: Ammonia Content of the Blood in Nephritis. In: Biochem J. 1923;17:72-6. PMID 16743165
- Bayliss, Kerridge & Russell: The excretion of protein by the mammalian kidney. In: J Physiol. 1933;77(4):386-98. PMID 16994396
- Russell, Marshall & Smith: Microgliomatosis; a form of reticulosis affecting the brain. Brain. 1948;71(1):1-15. PMID 18868741
- Pennybaker & Russell: Necrosis of the brain due to radiation therapy; clinical and pathological observations. J Neurol Neurosurg Psychiatry. 1948;11(3):183-98. PMID 18878024
- Henson, Russell & Wilkinson: Carcinomatous neuropathy and myopathy a clinical and pathological study. Brain. 1954;77(1):82-121. PMID 13160260
- Crooke, Purves, Russell & Thornton: Hyalinization and basophil adenomata in the pituitary gland. Proc R Soc Med. 1956;49(12):1014-20. PMID 13389465
- Ludwin, Rubinstein & Russell: Papillary meningioma: a malignant variant of meningioma. Cancer. 1975;36(4):1363-73. PMID 1175134 (Erstbeschreibung des papillären Meningeoms)